# José Ramos da Silva Júnior
José Ramos da Silva Júnior (Florianópolis, 4 de julho de 1848 — Rio de Janeiro, 20 de fevereiro de 1907) foi um jornalista e político brasileiro.
Foi deputado à Assembleia Legislativa Provincial de Santa Catarina na 20ª legislatura (1874 — 1875) e na 22ª legislatura (1878 — 1879), sendo depurado.
Foi tenente da Guarda Nacional.
Foi cavaleiro da Imperial Ordem da Rosa.